# 마쓰도정
마쓰도정(松戸町)은 지바현 히가시카쓰시카군에 일찍이 존재했던 정이다. 현재의 마쓰도시 서부에 해당한다.
현재의 마쓰도시는 1943년 신설 합병된 것으로, 본정과는 다른 자치단체이다.

## 역사
- 1889년 4월 1일 - 정촌제 시행에 수반해 히가시카쓰시카군 마쓰도정이 성립하였다.
- 1933년 4월 1일 - 아사히촌과 합병해 새로운 마쓰도정이 신설되었다.
- 1943년 4월 1일 - 마바시촌, 다카기촌과 합병해, 마쓰도시가 신설되어, 동일 마쓰도정은 폐지되었다.

## 교통

### 철도
- 국철 (→ JR동일본)
  - 조반선

### 도로
- 국도 제6호선